# Шанхайский научно-исследовательский центр по изучению иудаики

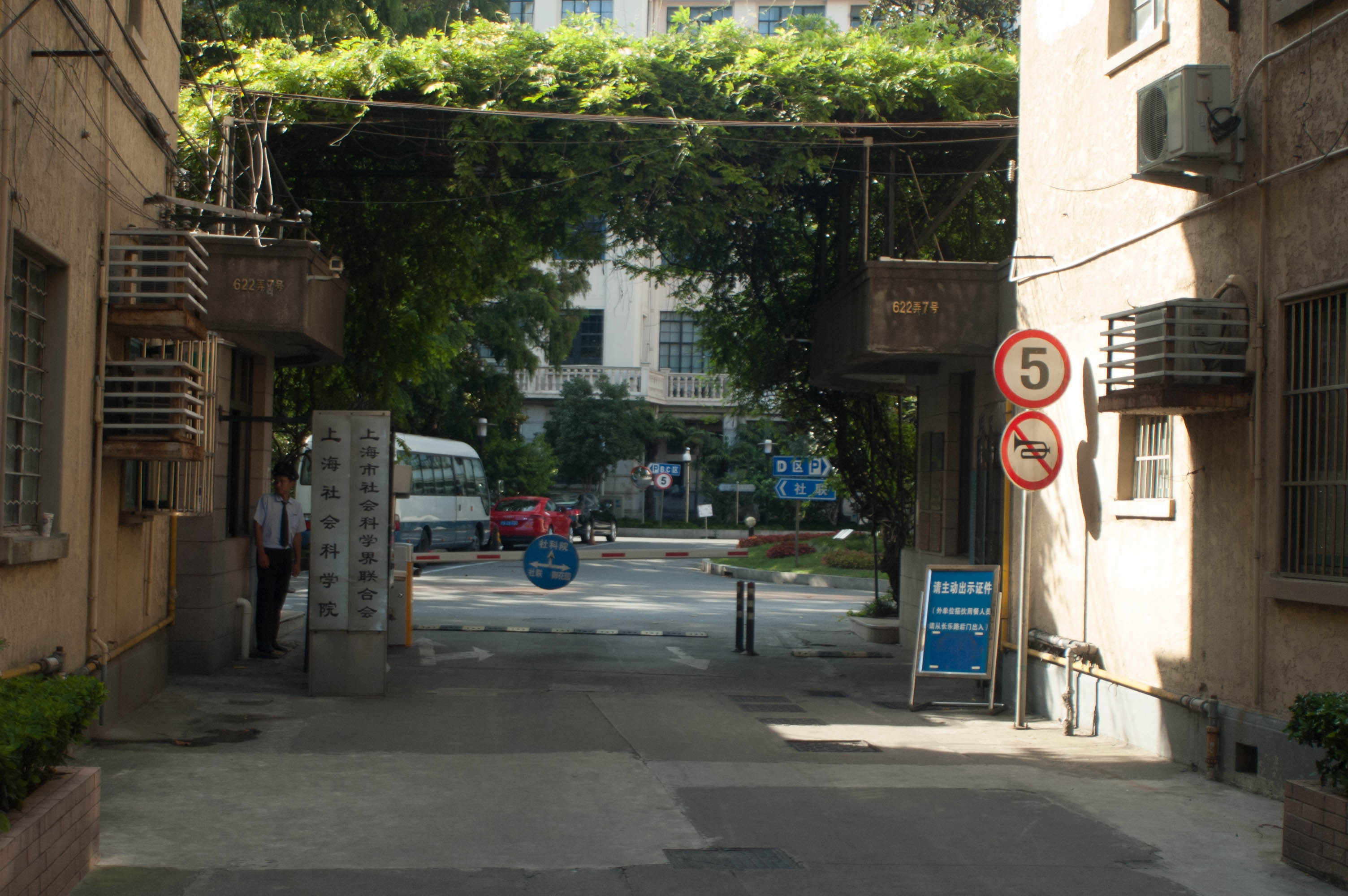
Шанхайский еврейский исследовательский центр

Шанхайский научно-исследовательский центр по изучению иудаики (кит. 上海犹太研究中心) — институт при Шанхайской академии общественных наук, основанный в 1988 году.

## Сфера деятельности
Фокус исследований — история евреев в Шанхае, еврейские общины в Китае (самые большие находятся в Тяньцзине, в Харбине и в Кайфыне) а также политические исследования Ближнего Востока. Под руководством профессора Пань Гуана институт занял руководящее место среди учебных заведений Китая, которые занимаются еврейскими и израильскими проблемами.

## Международные проекты
Центр организовал несколько национальных и международных научных конференций, а также так называемые «Rickshaw Reunions» (встречи людей, которые пережили холокост в Шанхае). Их посещали такие деятели как Ицхак Рабин, Эхуд Ольмер, Герхард Шрёдер, Ариэль Шарон, Хиллари Клинтон и Томас Клестиль.